# Puchar Heinekena (2011/2012)
Puchar Heinekena 2011/2012 – siedemnasta edycja Pucharu Heinekena, pierwszego poziomu europejskich klubowych rozgrywek w rugby union. Zawody odbyły się w dniach 11 listopada 2011 – 19 maja 2012 roku.
Najwięcej punktów w sezonie zdobył Jonathan Sexton, w klasyfikacji przyłożeń zwyciężył zaś Timoci Matanavou.

## Faza grupowa

### Grupa A
| 12 listopada 201115:00 | Scarlets                                                                                                 | 31:23(9:6) | Castres                                                       | Parc y Scarlets, Llanelli Widzów: 7 860 Sędzia: Greg Garner |
| 12 listopada 201115:00 | Ben Morgan 5 (P) Jonathan Davies 5 (P) Rhys Priestland 3 (K) Sean Lamont 5 (P) Stephen Jones 13 (2pd 3K) | 31:23(9:6) | Chris Masoe 5 (P) Marc Andreu 5 (P) Romain Teulet 13 (2pd 3K) | Parc y Scarlets, Llanelli Widzów: 7 860 Sędzia: Greg Garner |
| 12 listopada 201115:00 | Joe Tekori                                                                                               | 31:23(9:6) |                                                               | Parc y Scarlets, Llanelli Widzów: 7 860 Sędzia: Greg Garner |

| 12 listopada 201118:00 | Munster                                                            | 23:21(17:13) | Northampton Saints                                         | Thomond Park, Limerick Widzów: 25 543 Sędzia: Nigel Owens |
| 12 listopada 201118:00 | Damien Varley 5 (P) Doug Howlett 5 (P) Ronan O’Gara 13 (2pd dg 2K) | 23:21(17:13) | Chris Ashton 5 (P) James Downey 5 (P) Ryan Lamb 11 (pd 3K) | Thomond Park, Limerick Widzów: 25 543 Sędzia: Nigel Owens |

| 18 listopada 201120:00 | Northampton Saints                                     | 23:28(9:21) | Scarlets                                                                                 | Franklin’s Gardens, Northampton Widzów: 13 475 Sędzia: Peter Fitzgibbon |
| 18 listopada 201120:00 | George Pisi 5 (P) Ryan Lamb 13 (2pd 3K) Tom Wood 5 (P) | 23:28(9:21) | Aaron Shingler 5 (P) Liam Williams 5 (P) Mathew Gilbert 5 (P) Rhys Priestland 13 (P 4pd) | Franklin’s Gardens, Northampton Widzów: 13 475 Sędzia: Peter Fitzgibbon |
| 18 listopada 201120:00 | Jon Edwards                                            | 23:28(9:21) |                                                                                          | Franklin’s Gardens, Northampton Widzów: 13 475 Sędzia: Peter Fitzgibbon |

| 19 listopada 201116:40 | Castres                                                                | 24:27(18:10) | Munster                                                                                | Stade Ernest-Wallon, Tuluza Widzów: 13 500 Sędzia: Wayne Barnes |
| 19 listopada 201116:40 | Brice Mach 5 (P) Pierre Bernard 14 (pd 4K) Pierre-Gilles Lakafia 5 (P) | 24:27(18:10) | Doug Howlett 5 (P) Peter O’Mahony 5 (P) Ronan O’Gara 12 (3pd dg K) Will Chambers 5 (P) | Stade Ernest-Wallon, Tuluza Widzów: 13 500 Sędzia: Wayne Barnes |

| 10 grudnia 201114:30 | Castres                                                                                   | 41:22(23:12) | Northampton Saints                                                            | Stade Pierre-Antoine, Castres Widzów: 5 000 Sędzia: John Lacey |
| 10 grudnia 201114:30 | Ibrahim Diarra 5 (P) Romain Martial 10 (2P) Romain Teulet 21 (3pd 5K) Steve Malonga 5 (P) | 41:22(23:12) | Jamie Elliott 10 (2P) Mark Sorenson 5 (P) Samu Manoa 5 (P) Steve Myler 2 (pd) | Stade Pierre-Antoine, Castres Widzów: 5 000 Sędzia: John Lacey |
| 10 grudnia 201114:30 | Steve Myler · Tom Wood                                                                    | 41:22(23:12) |                                                                               | Stade Pierre-Antoine, Castres Widzów: 5 000 Sędzia: John Lacey |

| 10 grudnia 201115:40 | Scarlets                                                        | 14:17(8:11) | Munster                                | Parc y Scarlets, Llanelli Widzów: 13 183 Sędzia: Romain Poite |
| 10 grudnia 201115:40 | Aaron Shingler 5 (P) Rhys Priestland 6 (2K) Stephen Jones 3 (K) | 14:17(8:11) | Niall Ronan 5 (P) Ronan O’Gara 12 (4K) | Parc y Scarlets, Llanelli Widzów: 13 183 Sędzia: Romain Poite |

| 18 grudnia 201112:45 | Munster                                      | 19:13(6:3) | Scarlets                                                     | Thomond Park, Limerick Widzów: 25 600 Sędzia: Dave Pearson |
| 18 grudnia 201112:45 | James Coughlan 5 (P) Ronan O’Gara 14 (pd 4K) | 19:13(6:3) | Ken Owens 5 (P) Rhys Priestland 5 (pd K) Stephen Jones 3 (K) | Thomond Park, Limerick Widzów: 25 600 Sędzia: Dave Pearson |
| 18 grudnia 201112:45 | Jon Edwards · Rhys Thomas                    | 19:13(6:3) |                                                              | Thomond Park, Limerick Widzów: 25 600 Sędzia: Dave Pearson |

| 18 grudnia 201115:00 | Northampton Saints                                                                                 | 45:0(3:0) | Castres | Franklin’s Gardens, Northampton Widzów: 11 670 Sędzia: George Clancy |
| 18 grudnia 201115:00 | Ben Foden 10 (2P) Greig Tonks 5 (P) Mikey Haywood 5 (P) Steve Myler 20 (4pd 4K) Vas Artemyev 5 (P) | 45:0(3:0) |         | Franklin’s Gardens, Northampton Widzów: 11 670 Sędzia: George Clancy |
| 18 grudnia 201115:00 | Pierre Roussel                                                                                     | 45:0(3:0) |         | Franklin’s Gardens, Northampton Widzów: 11 670 Sędzia: George Clancy |

| 14 stycznia 201213:30 | Scarlets                                    | 17:29(14:6) | Northampton Saints                                                             | Parc y Scarlets, Llanelli Widzów: 9 869 Sędzia: Alain Rolland |
| 14 stycznia 201213:30 | Rhys Priestland 12 (4K) Viliame Iongi 5 (P) | 17:29(14:6) | Ben Foden 5 (P) Ryan Lamb 2 (pd) Soane Tongaʻuiha 5 (P) Steve Myler 17 (pd 5K) | Parc y Scarlets, Llanelli Widzów: 9 869 Sędzia: Alain Rolland |
| 14 stycznia 201213:30 | Tom May                                     | 17:29(14:6) |                                                                                | Parc y Scarlets, Llanelli Widzów: 9 869 Sędzia: Alain Rolland |

| 14 stycznia 201215:40 | Munster                                                         | 26:10(16:7) | Castres                                         | Thomond Park, Limerick Widzów: 25 600 Sędzia: Andrew Small |
| 14 stycznia 201215:40 | Johne Murphy 5 (P) Ronan O’Gara 16 (2pd 4K) Wian du Preez 5 (P) | 26:10(16:7) | Pierre Bernard 5 (pd K) Yannick Caballero 5 (P) | Thomond Park, Limerick Widzów: 25 600 Sędzia: Andrew Small |
| 14 stycznia 201215:40 | Thierry Lacrampe                                                | 26:10(16:7) |                                                 | Thomond Park, Limerick Widzów: 25 600 Sędzia: Andrew Small |

| 21 stycznia 201218:00 | Northampton Saints                                                | 36:51(19:19) | Munster                                                                                          | stadium:mk, Milton Keynes Widzów: 22 220 Sędzia: Romain Poite |
| 21 stycznia 201218:00 | Ryan Lamb 19 (2pd dg 4K) Scott Armstrong 5 (P) Steve Myler 2 (pd) | 36:51(19:19) | BJ Botha 5 (P) Ian Keatley 2 (pd) Johne Murphy 5 (P) Ronan O’Gara 24 (3pd 6K) Simon Zebo 15 (3P) | stadium:mk, Milton Keynes Widzów: 22 220 Sędzia: Romain Poite |
| 21 stycznia 201218:00 | Lee Dickson                                                       | 36:51(19:19) | Conor Murray                                                                                     | stadium:mk, Milton Keynes Widzów: 22 220 Sędzia: Romain Poite |

| 21 stycznia 201219:00 | Castres                                                          | 13:16(6:8) | Scarlets                                                                            | Stade Pierre-Antoine, Castres Widzów: 6 500 Sędzia: JP Doyle |
| 21 stycznia 201219:00 | Romain Teulet 2 (pd) Rory Kockott 6 (2K) Yannick Forestier 5 (P) | 13:16(6:8) | Aaron Shingler 5 (P) Mathew Gilbert 5 (P) Rhys Priestland 3 (K) Stephen Jones 3 (K) | Stade Pierre-Antoine, Castres Widzów: 6 500 Sędzia: JP Doyle |

### Grupa B
| 11 listopada 201121:00 | Racing Métro                                                               | 20:26(14:17) | Cardiff Blues                                              | Stade Olympique Yves-du-Manoir, Colombes Widzów: 9 125 Sędzia: George Clancy |
| 11 listopada 201121:00 | Gaetan Germain 12 (4K) Juan José Imhoff 5 (P) Juan Martín Hernández 3 (dg) | 20:26(14:17) | Alex Cuthbert 5 (P) Dan Parks 16 (2pd 4K) Tau Filise 5 (P) | Stade Olympique Yves-du-Manoir, Colombes Widzów: 9 125 Sędzia: George Clancy |

| 12 listopada 201113:30 | London Irish                           | 19:20(16:10) | Edynburg                                                                            | Madejski Stadium, Reading Widzów: 6 712 Sędzia: Romain Poite |
| 12 listopada 201113:30 | Ross Samson 5 (P) Tom Homer 14 (pd 4K) | 19:20(16:10) | Greig Laidlaw 5 (pd K) Harry Leonard 5 (pd K) Lee Jones 5 (P) Stuart McInally 5 (P) | Madejski Stadium, Reading Widzów: 6 712 Sędzia: Romain Poite |
| 12 listopada 201113:30 | Shontayne Hape                         | 19:20(16:10) |                                                                                     | Madejski Stadium, Reading Widzów: 6 712 Sędzia: Romain Poite |

| 18 listopada 201120:00 | Cardiff Blues                                                  | 24:18(18:9) | London Irish      | Cardiff City Stadium, Cardiff Widzów: 10 358 Sędzia: Jérôme Garcès |
| 18 listopada 201120:00 | Dan Parks 14 (pd 4K) Lloyd Williams 5 (P) T. Rhys Thomas 5 (P) | 24:18(18:9) | Tom Homer 18 (6K) | Cardiff City Stadium, Cardiff Widzów: 10 358 Sędzia: Jérôme Garcès |
| 18 listopada 201120:00 | Steven Shingler                                                | 24:18(18:9) |                   | Cardiff City Stadium, Cardiff Widzów: 10 358 Sędzia: Jérôme Garcès |

| 18 listopada 201120:00 | Edynburg                                                                                            | 48:47(20:31) | Racing Métro                                                                                         | Murrayfield Stadium, Edynburg Widzów: 5 809 Sędzia: John Lacey |
| 18 listopada 201120:00 | Greig Laidlaw 23 (P 6pd 2K) Netani Talei 5 (P) Roddy Grant 5 (P) Tim Visser 10 (2P) Tom Brown 5 (P) | 48:47(20:31) | Henry Chavancy 10 (2P) Jonathan Wisniewski 27 (P 5pd 4K) Juan José Imhoff 5 (P) Julien Saubade 5 (P) | Murrayfield Stadium, Edynburg Widzów: 5 809 Sędzia: John Lacey |
| 18 listopada 201120:00 | Jone Qovu Nailiko                                                                                   | 48:47(20:31) | | Murrayfield Stadium, Edynburg Widzów: 5 809 Sędzia: John Lacey |

| 9 grudnia 201120:00 | Cardiff Blues                                | 25:8(6:3) | Edynburg                            | Cardiff City Stadium, Cardiff Widzów: 6 102 Sędzia: Wayne Barnes |
| 9 grudnia 201120:00 | Alex Cuthbert 5 (P) Dan Parks 20 (pd 2dg 4K) | 25:8(6:3) | Greig Laidlaw 3 (K) Lee Jones 5 (P) | Cardiff City Stadium, Cardiff Widzów: 6 102 Sędzia: Wayne Barnes |

| 10 grudnia 201116:40 | Racing Métro                                                       | 14:34(14:10) | London Irish                                                                                                 | Stade Olympique Yves-du-Manoir, Colombes Widzów: 8 112 Sędzia: Nigel Owens |
| 10 grudnia 201116:40 | Gaetan Germain 6 (2K) Jonathan Wisniewski 3 (dg) Sireli Bobo 5 (P) | 14:34(14:10) | Adam Thompstone 10 (2P) Adrian Jarvis 11 (4pd K) Delon Armitage 3 (K) Joe Ansbro 5 (P) Jonathan Spratt 5 (P) | Stade Olympique Yves-du-Manoir, Colombes Widzów: 8 112 Sędzia: Nigel Owens |
| 10 grudnia 201116:40 | Jonathan Spratt                                                    | 14:34(14:10) | | Stade Olympique Yves-du-Manoir, Colombes Widzów: 8 112 Sędzia: Nigel Owens |

| 16 grudnia 201120:00 | Edynburg                                     | 19:12(19:3) | Cardiff Blues                          | Murrayfield Stadium, Edynburg Widzów: 4 384 Sędzia: Pascal Gaüzère |
| 16 grudnia 201120:00 | Greig Laidlaw 14 (pd dg 3K) Tim Visser 5 (P) | 19:12(19:3) | Dan Parks 9 (3K) Leigh Halfpenny 3 (K) | Murrayfield Stadium, Edynburg Widzów: 4 384 Sędzia: Pascal Gaüzère |

| 17 grudnia 201115:00 | London Irish                           | 19:25(12:15) | Racing Métro                                         | Madejski Stadium, Reading Widzów: 7 011 Sędzia: John Lacey |
| 17 grudnia 201115:00 | David Paice 5 (P) Tom Homer 14 (pd 4K) | 19:25(12:15) | Jonathan Wisniewski 20 (pd 3dg 3K) Sireli Bobo 5 (P) | Madejski Stadium, Reading Widzów: 7 011 Sędzia: John Lacey |
| 17 grudnia 201115:00 | Jonathan Wisniewski                    | 19:25(12:15) |                                                      | Madejski Stadium, Reading Widzów: 7 011 Sędzia: John Lacey |

| 13 stycznia 201221:00 | Racing Métro | 24:27(7:14) | Edynburg                                                                                           | Stade Olympique Yves-du-Manoir, Colombes Widzów: 6 113 Sędzia: Dave Pearson |
| 13 stycznia 201221:00 | Antoine Battut 5 (P) Francois Steyn 5 (P) Jonathan Wisniewski 3 (K) Juan José Imhoff 5 (P) Juan Martín Hernández 4 (2pd) Sebastien Descons 2 (pd) | 24:27(7:14) | David Denton 5 (P) Greig Laidlaw 9 (3pd K) Netani Talei 5 (P) Phil Godman 3 (dg) Ross Rennie 5 (P) | Stade Olympique Yves-du-Manoir, Colombes Widzów: 6 113 Sędzia: Dave Pearson |

| 14 stycznia 201215:40 | London Irish                               | 15:22(9:6) | Cardiff Blues                                  | Madejski Stadium, Reading Widzów: 9 923 Sędzia: Neil Paterson |
| 14 stycznia 201215:40 | Adrian Jarvis 12 (4K) Delon Armitage 3 (K) | 15:22(9:6) | Leigh Halfpenny 17 (pd 5K) Sam Warburton 5 (P) | Madejski Stadium, Reading Widzów: 9 923 Sędzia: Neil Paterson |
| 14 stycznia 201215:40 | Bradley Davies                             | 15:22(9:6) |                                                | Madejski Stadium, Reading Widzów: 9 923 Sędzia: Neil Paterson |

| 22 stycznia 201215:15 | Cardiff Blues                                                          | 36:30(23:24) | Racing Métro | Cardiff City Stadium, Cardiff Widzów: 8 091 Sędzia: Andrew Small |
| 22 stycznia 201215:15 | Alex Cuthbert 10 (2P) Leigh Halfpenny 21 (3pd 5K) Lloyd Williams 5 (P) | 36:30(23:24) | Francois Steyn 6 (2K) Jonathan Wisniewski 6 (2K) Josh Matavesi 5 (P) Sebastien Descons 8 (pd 2K) Sireli Bobo 5 (P) | Cardiff City Stadium, Cardiff Widzów: 8 091 Sędzia: Andrew Small |

| 22 stycznia 201215:15 | Edynburg                                                                                         | 34:11(20:6) | London Irish                               | Murrayfield Stadium, Edynburg Widzów: 10 892 Sędzia: Peter Fitzgibbon |
| 22 stycznia 201215:15 | Greig Laidlaw 14 (4pd 2K) Jim Thompson 5 (P) Lee Jones 5 (P) Netani Talei 5 (P) Tim Visser 5 (P) | 34:11(20:6) | Adrian Jarvis 6 (2K) Jonathan Joseph 5 (P) | Murrayfield Stadium, Edynburg Widzów: 10 892 Sędzia: Peter Fitzgibbon |

### Grupa C
| 12 listopada 201114:30 | Montpellier                                                                   | 16:16(13:6) | Leinster                                     | Stade de la Mosson, Montpellier Widzów: 20 182 Sędzia: Dave Pearson |
| 12 listopada 201114:30 | Benoit Paillaugue 8 (pd 2K) François Trinh-Duc 3 (K) Fulgence Ouedraogo 5 (P) | 16:16(13:6) | Jonathan Sexton 11 (pd 3K) Sean Cronin 5 (P) | Stade de la Mosson, Montpellier Widzów: 20 182 Sędzia: Dave Pearson |

| 13 listopada 201112:45 | Glasgow Warriors                                            | 26:21(9:6) | Bath                                       | Firhill Stadium, Glasgow Widzów: 4 825 Sędzia: Christophe Berdos |
| 13 listopada 201112:45 | Duncan Weir 16 (2pd 4K) Richie Gray 5 (P) Stuart Hogg 5 (P) | 26:21(9:6) | Stephen Donald 3 (K) Tom Heathcote 18 (6K) | Firhill Stadium, Glasgow Widzów: 4 825 Sędzia: Christophe Berdos |

| 20 listopada 201112:45 | Leinster | 38:13(31:6) | Glasgow Warriors                         | RDS Arena, Dublin Widzów: 17 924 Sędzia: Andrew Small |
| 20 listopada 201112:45 | Eoin O’Malley 10 (2P) Gordon D’Arcy 5 (P) Ian Madigan 2 (pd) Isaac Boss 5 (P) Jonathan Sexton 11 (4pd K) Rob Kearney 5 (P) | 38:13(31:6) | Duncan Weir 8 (pd 2K) Henry Pyrgos 5 (P) | RDS Arena, Dublin Widzów: 17 924 Sędzia: Andrew Small |
| 20 listopada 201112:45 | Devin Toner | 38:13(31:6) |                                          | RDS Arena, Dublin Widzów: 17 924 Sędzia: Andrew Small |

| 20 listopada 201115:00 | Bath                                                          | 16:13(13:3) | Montpellier                       | The Rec, Bath Widzów: 11 785 Sędzia: Alain Rolland |
| 20 listopada 201115:00 | David Flatman 5 (P) Olly Woodburn 5 (P) Stephen Donald 6 (2K) | 16:13(13:3) | Martin Bustos Moyano 13 (P pd 2K) | The Rec, Bath Widzów: 11 785 Sędzia: Alain Rolland |
| 20 listopada 201115:00 | François Trinh-Duc                                            | 16:13(13:3) |                                   | The Rec, Bath Widzów: 11 785 Sędzia: Alain Rolland |

| 11 grudnia 201112:45 | Bath                                      | 13:18(13:18) | Leinster                | The Rec, Bath Widzów: 12 200 Sędzia: Jérôme Garcès |
| 11 grudnia 201112:45 | Matt Banahan 5 (P) Olly Barkley 8 (pd 2K) | 13:18(13:18) | Jonathan Sexton 18 (6K) | The Rec, Bath Widzów: 12 200 Sędzia: Jérôme Garcès |
| 11 grudnia 201112:45 | Francois Louw                             | 13:18(13:18) |                         | The Rec, Bath Widzów: 12 200 Sędzia: Jérôme Garcès |

| 11 grudnia 201112:45 | Glasgow Warriors                                                  | 20:15(12:10) | Montpellier                                                          | Firhill Stadium, Glasgow Widzów: 5 287 Sędzia: Greg Garner |
| 11 grudnia 201112:45 | Duncan Weir 12 (4K) Federico Aramburu 5 (P) Ruaridh Jackson 3 (K) | 20:15(12:10) | Eric Escande 5 (P) Martin Bustos Moyano 5 (pd K) Masi Matadigo 5 (P) | Firhill Stadium, Glasgow Widzów: 5 287 Sędzia: Greg Garner |
| 11 grudnia 201112:45 | Jon Welsh                                                         | 20:15(12:10) | Pierre Berard · Vassili Bost                                         | Firhill Stadium, Glasgow Widzów: 5 287 Sędzia: Greg Garner |

| 17 grudnia 201116:40 | Montpellier                               | 13:13(7:0) | Glasgow Warriors                                             | Stade Yves-du-Manoir, Montpellier Widzów: 7 917 Sędzia: Andrew Small |
| 17 grudnia 201116:40 | Ilian Perraux 8 (pd 2K) Yoan Audrin 5 (P) | 13:13(7:0) | Duncan Weir 5 (pd K) Rory Lamont 5 (P) Ruaridh Jackson 3 (K) | Stade Yves-du-Manoir, Montpellier Widzów: 7 917 Sędzia: Andrew Small |
| 17 grudnia 201116:40 | Maximiliano Bustos                        | 13:13(7:0) |                                                              | Stade Yves-du-Manoir, Montpellier Widzów: 7 917 Sędzia: Andrew Small |

| 17 grudnia 201118:00 | Leinster | 52:27(24:6) | Bath                                                                                 | Aviva Stadium, Dublin Widzów: 46 365 Sędzia: Romain Poite |
| 17 grudnia 201118:00 | Eoin Reddan 5 (P) Ian Madigan 5 (P) Isa Nacewa 2 (pd) Jonathan Sexton 20 (P 6pd dg) Luke Fitzgerald 10 (2P) Rhys Ruddock 5 (P) Rob Kearney 5 (P) | 52:27(24:6) | Ben Williams 5 (P) David Attwood 5 (P) Olly Barkley 12 (3pd 2K) Stephen Donald 5 (P) | Aviva Stadium, Dublin Widzów: 46 365 Sędzia: Romain Poite |
| 17 grudnia 201118:00 | Leo Cullen | 52:27(24:6) | Chris Biller · Sam Vesty                                                             | Aviva Stadium, Dublin Widzów: 46 365 Sędzia: Romain Poite |

| 14 stycznia 201214:00 | Montpellier | 24:22(7:10) | Bath                                                                                | Stade Yves-du-Manoir, Montpellier Widzów: 10 106 Sędzia: Dudley Phillips |
| 14 stycznia 201214:00 | Alex Tulou 5 (P) Benoit Paillaugue 7 (2pd K) Martin Bustos Moyano 2 (pd) Pierre Berard 5 (P) Timoci Nagusa 5 (P) | 24:22(7:10) | Matt Banahan 5 (P) Olly Barkley 5 (pd K) Ryan Caldwell 10 (2P) Tom Heathcote 2 (pd) | Stade Yves-du-Manoir, Montpellier Widzów: 10 106 Sędzia: Dudley Phillips |
| 14 stycznia 201214:00 | Timoci Nagusa | 24:22(7:10) | David Wilson                                                                        | Stade Yves-du-Manoir, Montpellier Widzów: 10 106 Sędzia: Dudley Phillips |

| 15 stycznia 201212:45 | Glasgow Warriors                          | 16:23(6:6) | Leinster                                                                             | Firhill Stadium, Glasgow Widzów: 6 479 Sędzia: Nigel Owens |
| 15 stycznia 201212:45 | Colin Gregor 5 (P) Duncan Weir 11 (pd 3K) | 16:23(6:6) | Fergus McFadden 10 (2pd 2K) Isaac Boss 5 (P) Jonathan Sexton 3 (K) Rob Kearney 5 (P) | Firhill Stadium, Glasgow Widzów: 6 479 Sędzia: Nigel Owens |
| 15 stycznia 201212:45 | Seán O’Brien                              | 16:23(6:6) |                                                                                      | Firhill Stadium, Glasgow Widzów: 6 479 Sędzia: Nigel Owens |

| 21 stycznia 201213:30 | Bath                                                        | 23:18(10:6) | Glasgow Warriors                                                              | The Recreation Ground, Bath Widzów: 11 015 Sędzia: Christophe Berdos |
| 21 stycznia 201213:30 | Ben Skirving 5 (P) Olly Barkley 13 (2pd 3K) Tom Biggs 5 (P) | 23:18(10:6) | Duncan Weir 6 (2K) Robert Harley 5 (P) Scott Wight 2 (pd) Tommy Seymour 5 (P) | The Recreation Ground, Bath Widzów: 11 015 Sędzia: Christophe Berdos |
| 21 stycznia 201213:30 | Chris Cook                                                  | 23:18(10:6) |                                                                               | The Recreation Ground, Bath Widzów: 11 015 Sędzia: Christophe Berdos |

| 21 stycznia 201213:30 | Leinster                                                                          | 25:3(20:0) | Montpellier                | RDS Arena, Dublin Widzów: 18 500 Sędzia: Neil Paterson |
| 21 stycznia 201213:30 | Cian Healy 5 (P) Fergus McFadden 10 (2pd 2K) Rob Kearney 5 (P) Seán O’Brien 5 (P) | 25:3(20:0) | Martin Bustos Moyano 3 (K) | RDS Arena, Dublin Widzów: 18 500 Sędzia: Neil Paterson |
| 21 stycznia 201213:30 | Damian Browne                                                                     | 25:3(20:0) |                            | RDS Arena, Dublin Widzów: 18 500 Sędzia: Neil Paterson |

### Grupa D
| 12 listopada 201114:30 | Aironi                  | 12:28(6:20) | Leicester Tigers                                                                | Stadio Brianteo, Monza Widzów: 8 151 Sędzia: Neil Paterson |
| 12 listopada 201114:30 | Luciano Orquera 12 (4K) | 12:28(6:20) | Alesana Tuilagi 5 (P) Niall Morris 5 (P) Toby Flood 13 (2pd 3K) Tom Croft 5 (P) | Stadio Brianteo, Monza Widzów: 8 151 Sędzia: Neil Paterson |
| 12 listopada 201114:30 | Sinoti Sinoti           | 12:28(6:20) |                                                                                 | Stadio Brianteo, Monza Widzów: 8 151 Sędzia: Neil Paterson |

| 12 listopada 201115:40 | Ulster                     | 16:11(6:11) | Clermont                                | Ravenhill Stadium, Belfast Widzów: 9 385 Sędzia: Wayne Barnes |
| 12 listopada 201115:40 | Ian Humphreys 16 (P pd 3K) | 16:11(6:11) | David Skrela 6 (2K) Noa Nakaitaci 5 (P) | Ravenhill Stadium, Belfast Widzów: 9 385 Sędzia: Wayne Barnes |

| 18 listopada 201121:00 | Clermont | 54:3(21:3) | Aironi                | Stade Marcel:Michelin, Clermont-Ferrand Widzów: 17 589 Sędzia: JP Doyle |
| 18 listopada 201121:00 | Brock James 11 (P 3pd) Gerhard Vosloo 5 (P) Jean-Marcellin Buttin 5 (P) Julien Bardy 5 (P) Julien Bonnaire 5 (P) Julien Malzieu 5 (P) Lee Byrne 5 (P) Morgan Parra 8 (4pd) Wesley Fofana 5 (P) | 54:3(21:3) | Luciano Orquera 3 (K) | Stade Marcel:Michelin, Clermont-Ferrand Widzów: 17 589 Sędzia: JP Doyle |

| 19 listopada 201118:00 | Leicester Tigers                    | 20:9(9:9) | Ulster               | Welford Road, Leicester Widzów: 21 473 Sędzia: Romain Poite |
| 19 listopada 201118:00 | Matt Smith 5 (P) Toby Flood 15 (5K) | 20:9(9:9) | Ian Humphreys 9 (3K) | Welford Road, Leicester Widzów: 21 473 Sędzia: Romain Poite |

| 9 grudnia 201119:30 | Ulster | 31:10(12:3) | Aironi                                                       | Ravenhill Stadium, Belfast Widzów: 7 494 Sędzia: Andrew Small |
| 9 grudnia 201119:30 | Adam D’Arcy 5 (P) Andrew Trimble 5 (P) Ian Humphreys 6 (3pd) Paddy Jackson 5 (P) Paul Marshall 5 (P) Stephen Ferris 5 (P) | 31:10(12:3) | Naas Olivier 2 (pd) Tito Tebaldi 3 (K) Tommaso D’Apice 5 (P) | Ravenhill Stadium, Belfast Widzów: 7 494 Sędzia: Andrew Small |
| 9 grudnia 201119:30 | Giiulio Toniolatti | 31:10(12:3) |                                                              | Ravenhill Stadium, Belfast Widzów: 7 494 Sędzia: Andrew Small |

| 11 grudnia 201116:00 | Clermont                                                            | 30:12(16:5) | Leicester Tigers                   | Stade Marcel-Michelin, Clermont-Ferrand Widzów: 17 688 Sędzia: Alain Rolland |
| 11 grudnia 201116:00 | Julien Malzieu 5 (P) Morgan Parra 15 (3pd 3K) Wesley Fofana 10 (2P) | 30:12(16:5) | Ben Youngs 5 (P) Toby Flood 2 (pd) | Stade Marcel-Michelin, Clermont-Ferrand Widzów: 17 688 Sędzia: Alain Rolland |
| 11 grudnia 201116:00 | Julien Bonnaire                                                     | 30:12(16:5) | George Chuter · Manu Tuilagi       | Stade Marcel-Michelin, Clermont-Ferrand Widzów: 17 688 Sędzia: Alain Rolland |

| 17 grudnia 201113:30 | Leicester Tigers                                             | 23:19(7:16) | Clermont                                                               | Welford Road, Leicester Widzów: 20 202 Sędzia: Nigel Owens |
| 17 grudnia 201113:30 | Julian Salvi 5 (P) Manu Tuilagi 5 (P) Toby Flood 13 (2pd 3K) | 23:19(7:16) | David Skrela 3 (dg) Morgan Parra 11 (pd dg 2K) Sitiveni Sivivatu 5 (P) | Welford Road, Leicester Widzów: 20 202 Sędzia: Nigel Owens |

| 17 grudnia 201114:30 | Aironi                                                                                   | 20:46(3:27) | Ulster | Stadio Brianteo, Monza Widzów: 5 000 Sędzia: Greg Garner |
| 17 grudnia 201114:30 | George Biagi 5 (P) Luciano Orquera 5 (pd K) Roberto Quartaroli 5 (P) Sinoti Sinoti 5 (P) | 20:46(3:27) | Adam Macklin 5 (P) Andrew Trimble 5 (P) Craig Gilroy 5 (P) Ian Humphreys 12 (3pd 2K) Robbie Diack 5 (P) Ruan Pienaar 4 (2pd) Tom Court 5 (P) | Stadio Brianteo, Monza Widzów: 5 000 Sędzia: Greg Garner |

| 13 stycznia 201220:00 | Ulster                                                                                 | 41:7(18:7) | Leicester Tigers                              | Ravenhill Stadium, Belfast Widzów: 11 900 Sędzia: Romain Poite |
| 13 stycznia 201220:00 | Andrew Trimble 10 (2P) Craig Gilroy 5 (P) Paul Marshall 5 (P) Ruan Pienaar 21 (3pd 5K) | 41:7(18:7) | Billy Twelvetrees 2 (pd) Geordan Murphy 5 (P) | Ravenhill Stadium, Belfast Widzów: 11 900 Sędzia: Romain Poite |
| 13 stycznia 201220:00 | Dan Cole                                                                               | 41:7(18:7) |                                               | Ravenhill Stadium, Belfast Widzów: 11 900 Sędzia: Romain Poite |

| 14 stycznia 201214:30 | Aironi | 0:82(0:47) | Clermont | Stadio Brianteo, Monza Widzów: 4 921 Sędzia: Leighton Hodges |
| 14 stycznia 201214:30 | Alexandre Lapandry 10 (2P) Brock James 19 (P 7pd) Elvis Vermeulen 5 (P) Julien Malzieu 15 (3P) Lee Byrne 10 (2P) Morgan Parra 8 (4pd) Sitiveni Sivivatu 15 (3P) | 0:82(0:47) |          | Stadio Brianteo, Monza Widzów: 4 921 Sędzia: Leighton Hodges |

| 21 stycznia 201215:40 | Leicester Tigers                                                                                         | 33:6(9:6) | Aironi              | Welford Road, Leicester Widzów: 19 652 Sędzia: Jérôme Garcès |
| 21 stycznia 201215:40 | Ben Woods 5 (P) Billy Twelvetrees 11 (pd 3K) Geordan Murphy 5 (P) George Ford 7 (P pd) Tom Waldrom 5 (P) | 33:6(9:6) | Naas Olivier 6 (2K) | Welford Road, Leicester Widzów: 19 652 Sędzia: Jérôme Garcès |

| 21 stycznia 201216:40 | Clermont                                 | 19:15(6:6) | Ulster               | Stade Marcel-Michelin, Clermont-Ferrand Widzów: 17 633 Sędzia: Dave Pearson |
| 21 stycznia 201216:40 | Morgan Parra 14 (pd 4K) Ti'i Paulo 5 (P) | 19:15(6:6) | Ruan Pienaar 15 (5K) | Stade Marcel-Michelin, Clermont-Ferrand Widzów: 17 633 Sędzia: Dave Pearson |
| 21 stycznia 201216:40 | Dan Tuohy                                | 19:15(6:6) |                      | Stade Marcel-Michelin, Clermont-Ferrand Widzów: 17 633 Sędzia: Dave Pearson |

### Grupa E
| 12 listopada 201115:40 | Ospreys                                | 28:21(6:3) | Biarritz                                                           | Liberty Stadium, Swansea Widzów: 7 732 Sędzia: Andrew Small |
| 12 listopada 201115:40 | Dan Biggar 23 (pd 7K) Tommy Bowe 5 (P) | 28:21(6:3) | Damien Traille 3 (dg) Iain Balshaw 10 (2P) Marcelo Bosch 8 (pd 2K) | Liberty Stadium, Swansea Widzów: 7 732 Sędzia: Andrew Small |

| 13 listopada 201115:00 | Saracens                                                                                              | 42:17(16:3) | Benetton                                                             | Vicarage Road, Watford Widzów: 5 077 Sędzia: John Lacey |
| 13 listopada 201115:00 | Chris Wyles 5 (P) David Strettle 5 (P) Ernst Joubert 5 (P) John Smit 5 (P) Owen Farrell 22 (P 4pd 3K) | 42:17(16:3) | Franco Sbaraglini 5 (P) Gonzalo Padro 5 (P) Willem de Waal 7 (2pd K) | Vicarage Road, Watford Widzów: 5 077 Sędzia: John Lacey |
| 13 listopada 201115:00 | Schalk Brits                                                                                          | 42:17(16:3) | Diego Vidal                                                          | Vicarage Road, Watford Widzów: 5 077 Sędzia: John Lacey |

| 19 listopada 201114:30 | Benetton                                                                         | 26:26(9:10) | Ospreys                                                                       | Stadio comunale di Monigo, Treviso Widzów: 4 500 Sędzia: Pascal Gaüzère |
| 19 listopada 201114:30 | Ben De Jager 5 (P) Kris Burton 11 (pd 3K) Michele Rizzo 5 (P) Tobias Botes 5 (P) | 26:26(9:10) | Dan Biggar 13 (2pd 3K) Matthew Morgan 3 (K) Ryan Jones 5 (P) Tommy Bowe 5 (P) | Stadio comunale di Monigo, Treviso Widzów: 4 500 Sędzia: Pascal Gaüzère |
| 19 listopada 201114:30 | Tommaso Benvenuti                                                                | 26:26(9:10) |                                                                               | Stadio comunale di Monigo, Treviso Widzów: 4 500 Sędzia: Pascal Gaüzère |

| 19 listopada 201114:30 | Biarritz                                                                     | 15:10(0:0) | Saracens                               | Parc des Sports Aguiléra, Biarritz Widzów: 9 782 Sędzia: Nigel Owens |
| 19 listopada 201114:30 | Imanol Harinordoquy 5 (P) Julien Peyrelongue 5 (pd K) Takudzwa Ngwenya 5 (P) | 15:10(0:0) | Alex Goode 5 (P) Owen Farrell 5 (pd K) | Parc des Sports Aguiléra, Biarritz Widzów: 9 782 Sędzia: Nigel Owens |

| 10 grudnia 201114:30 | Benetton                                                                                  | 30:26(24:12) | Biarritz | Stadio comunale di Monigo, Treviso Widzów: 4 000 Sędzia: JP Doyle |
| 10 grudnia 201114:30 | Cornelius van Zyl 5 (P) Kris Burton 15 (3pd 3K) Michele Rizzo 5 (P) Robert Barbieri 5 (P) | 30:26(24:12) | Benoit Baby 2 (pd) Damien Traille 5 (P) Julien Peyrelongue 4 (2pd) Marcelo Bosch 5 (P) Pelu Ian Taele 5 (P) Yann Lesgourgues 5 (P) | Stadio comunale di Monigo, Treviso Widzów: 4 000 Sędzia: JP Doyle |

| 10 grudnia 201118:00 | Saracens                                                                       | 31:26(23:13) | Ospreys                                    | Stadion Wembley, Londyn Widzów: 41 063 Sędzia: Pascal Gaüzère |
| 10 grudnia 201118:00 | Chris Wyles 5 (P) Ernst Joubert 5 (P) Owen Farrell 16 (2pd 4K) Rhys Gill 5 (P) | 31:26(23:13) | Ashley Beck 10 (2P) Dan Biggar 16 (2pd 4K) | Stadion Wembley, Londyn Widzów: 41 063 Sędzia: Pascal Gaüzère |
| 10 grudnia 201118:00 | Owen Farrell                                                                   | 31:26(23:13) | Tom Smith                                  | Stadion Wembley, Londyn Widzów: 41 063 Sędzia: Pascal Gaüzère |

| 16 grudnia 201120:00 | Ospreys                              | 13:16(6:16) | Saracens                                    | Liberty Stadium, Swansea Widzów: 7 098 Sędzia: Jérôme Garcès |
| 16 grudnia 201120:00 | Dan Biggar 8 (pd 2K) Ian Gough 5 (P) | 13:16(6:16) | Ernst Joubert 5 (P) Owen Farrell 11 (pd 3K) | Liberty Stadium, Swansea Widzów: 7 098 Sędzia: Jérôme Garcès |
| 16 grudnia 201120:00 | Paul James                           | 13:16(6:16) | Kelly Brown · Schalk Brits                  | Liberty Stadium, Swansea Widzów: 7 098 Sędzia: Jérôme Garcès |

| 16 grudnia 201121:00 | Biarritz | 29:12(3:12) | Benetton            | Parc des Sports Aguiléra, Biarritz Widzów: 7 513 Sędzia: Peter Fitzgibbon |
| 16 grudnia 201121:00 | Arnaud Heguy 5 (P) Dane Haylett-Petty 5 (P) Iain Balshaw 5 (P) Julien Peyrelongue 9 (3pd K) Wenceslas Lauret 5 (P) | 29:12(3:12) | Kris Burton 12 (4K) | Parc des Sports Aguiléra, Biarritz Widzów: 7 513 Sędzia: Peter Fitzgibbon |
| 16 grudnia 201121:00 | Francesco Minto | 29:12(3:12) |                     | Parc des Sports Aguiléra, Biarritz Widzów: 7 513 Sędzia: Peter Fitzgibbon |

| 13 stycznia 201220:00 | Ospreys                                                                                                | 44:17(25:10) | Benetton                                                                        | Liberty Stadium, Swansea Widzów: 5 411 Sędzia: JP Doyle |
| 13 stycznia 201220:00 | Ashley Beck 10 (2P) Dan Biggar 12 (3pd 2K) Kahn Fotualiʻi 5 (P) Matthew Morgan 2 (pd) Tommy Bowe 5 (P) | 44:17(25:10) | Edoardo Gori 5 (P) Gonzalo Padro 5 (P) Kris Burton 5 (pd K) Tobias Botes 2 (pd) | Liberty Stadium, Swansea Widzów: 5 411 Sędzia: JP Doyle |

| 15 stycznia 201215:00 | Saracens                               | 20:16(14:6) | Biarritz                      | Vicarage Road, Watford Widzów: 6 789 Sędzia: George Clancy |
| 15 stycznia 201215:00 | Ben Spencer 5 (P) Owen Farrell 15 (5K) | 20:16(14:6) | Dimitri Yachvili 16 (P pd 3K) | Vicarage Road, Watford Widzów: 6 789 Sędzia: George Clancy |

| 22 stycznia 201214:00 | Benetton                                                              | 20:26(17:13) | Saracens                                                          | Stadio comunale di Monigo, Treviso Widzów: 4 500 Sędzia: Alain Rolland |
| 22 stycznia 201214:00 | Kris Burton 10 (2pd dg K) Robert Barbieri 5 (P) Tommaso Iannone 5 (P) | 20:26(17:13) | David Strettle 5 (P) Mouritz Botha 5 (P) Owen Farrell 16 (2pd 4K) | Stadio comunale di Monigo, Treviso Widzów: 4 500 Sędzia: Alain Rolland |

| 22 stycznia 201214:00 | Biarritz                                                                                  | 36:5(17:0) | Ospreys               | Parc des Sports Aguiléra, Biarritz Widzów: 9 412 Sędzia: Wayne Barnes |
| 22 stycznia 201214:00 | Benoit Baby 5 (P) Dimitri Yachvili 11 (4pd K) Iain Balshaw 5 (P) Takudzwa Ngwenya 15 (3P) | 36:5(17:0) | Richard Hibbard 5 (P) | Parc des Sports Aguiléra, Biarritz Widzów: 9 412 Sędzia: Wayne Barnes |
| 22 stycznia 201214:00 | Kahn Fotualiʻi                                                                            | 36:5(17:0) |                       | Parc des Sports Aguiléra, Biarritz Widzów: 9 412 Sędzia: Wayne Barnes |

### Grupa F
| 11 listopada 201120:00 | Harlequins                               | 25:17(19:10) | Connacht                                                                              | Twickenham Stoop, Londyn Widzów: 11 856 Sędzia: Jérôme Garcès |
| 11 listopada 201120:00 | Karl Dickson 5 (P) Nick Evans 20 (pd 6K) | 25:17(19:10) | Gavin Duffy 5 (P) Miah Nikora 5 (pd K) Niall O’Connor 2 (pd) Tiernan O’Halloran 5 (P) | Twickenham Stoop, Londyn Widzów: 11 856 Sędzia: Jérôme Garcès |

| 13 listopada 201116:00 | Tuluza                                                                                        | 21:17(8:10) | Gloucester                                                         | Stade Ernest-Wallon, Tuluza Widzów: 18 500 Sędzia: Peter Fitzgibbon |
| 13 listopada 201116:00 | Clément Poitrenaud 5 (P) Lionel Beauxis 5 (pd K) Luke McAlister 6 (2K) Timoci Matanavou 5 (P) | 21:17(8:10) | Charlie Sharples 5 (P) Freddie Burns 7 (2pd K) Henry Trinder 5 (P) | Stade Ernest-Wallon, Tuluza Widzów: 18 500 Sędzia: Peter Fitzgibbon |
| 13 listopada 201116:00 | Alasdair Strokosch                                                                            | 21:17(8:10) |                                                                    | Stade Ernest-Wallon, Tuluza Widzów: 18 500 Sędzia: Peter Fitzgibbon |

| 19 listopada 201115:40 | Gloucester           | 9:28(6:15) | Harlequins                                                                  | Kingsholm Stadium, Gloucester Widzów: 12 320 Sędzia: Christophe Berdos |
| 19 listopada 201115:40 | Freddie Burns 9 (3K) | 9:28(6:15) | Matt Hopper 5 (P) Mike Brown 5 (P) Nick Easter 5 (P) Nick Evans 13 (2pd 3K) | Kingsholm Stadium, Gloucester Widzów: 12 320 Sędzia: Christophe Berdos |
| 19 listopada 201115:40 | Maurie Fa'asavalu    | 9:28(6:15) |                                                                             | Kingsholm Stadium, Gloucester Widzów: 12 320 Sędzia: Christophe Berdos |

| 19 listopada 201118:00 | Connacht                          | 10:36(3:22) | Tuluza                                                                 | The Sportsground, Galway Widzów: 9 120 Sędzia: Greg Garner |
| 19 listopada 201118:00 | Miah Nikora 5 (pd K)              | 10:36(3:22) | Jean Bouilhou 5 (P) Lionel Beauxis 21 (3pd dg 4K) Yannick Nyanga 5 (P) | The Sportsground, Galway Widzów: 9 120 Sędzia: Greg Garner |
| 19 listopada 201118:00 | Ethienne Reynecke · Mike McCarthy | 10:36(3:22) |                                                                        | The Sportsground, Galway Widzów: 9 120 Sędzia: Greg Garner |

| 9 grudnia 201120:00 | Harlequins                           | 10:21(3:11) | Tuluza                                             | Twickenham Stoop, Londyn Widzów: 14 282 Sędzia: George Clancy |
| 9 grudnia 201120:00 | Mike Brown 5 (P) Nick Evans 5 (pd K) | 10:21(3:11) | Luke McAlister 11 (pd 3K) Timoci Matanavou 10 (2P) | Twickenham Stoop, Londyn Widzów: 14 282 Sędzia: George Clancy |

| 10 grudnia 201113:30 | Connacht                                  | 10:14(7:11) | Gloucester                                      | The Sportsground, Galway Widzów: 5 115 Sędzia: Neil Paterson |
| 10 grudnia 201113:30 | Gavin Duffy 5 (P) Niall O’Connor 5 (pd K) | 10:14(7:11) | Freddie Burns 9 (3K) James Simpson-Daniel 5 (P) | The Sportsground, Galway Widzów: 5 115 Sędzia: Neil Paterson |

| 17 grudnia 201115:40 | Gloucester                                                     | 23:19(10:13) | Connacht                                           | Kingsholm Stadium, Gloucester Widzów: 10 786 Sędzia: Leighton Hodges |
| 17 grudnia 201115:40 | Freddie Burns 8 (pd 2K) Jonny May 5 (P) Tim Taylor 10 (P pd K) | 23:19(10:13) | Niall O’Connor 14 (pd 4K) Tiernan O’Halloran 5 (P) | Kingsholm Stadium, Gloucester Widzów: 10 786 Sędzia: Leighton Hodges |

| 18 grudnia 201116:00 | Tuluza                                                                   | 24:31(10:15) | Harlequins                                               | Stadium Municipal, Tuluza Widzów: 32 000 Sędzia: Alain Rolland |
| 18 grudnia 201116:00 | Jean-Marc Doussain 16 (P pd 3K) Luke McAlister 3 (K) Yoann Maestri 5 (P) | 24:31(10:15) | Joe Gray 5 (P) Mike Brown 10 (2P) Nick Evans 16 (2pd 4K) | Stadium Municipal, Tuluza Widzów: 32 000 Sędzia: Alain Rolland |
| 18 grudnia 201116:00 | Nick Easter · Will Skinner                                               | 24:31(10:15) |                                                          | Stadium Municipal, Tuluza Widzów: 32 000 Sędzia: Alain Rolland |

| 14 stycznia 201216:40 | Tuluza                                                                                    | 24:3(10:3) | Connacht             | Stade Ernest-Wallon, Tuluza Widzów: 18 508 Sędzia: Wayne Barnes |
| 14 stycznia 201216:40 | Lionel Beauxis 4 (2pd) Louis Picamoles 5 (P) Maxime Médard 5 (P) Timoci Matanavou 10 (2P) | 24:3(10:3) | Niall O’Connor 3 (K) | Stade Ernest-Wallon, Tuluza Widzów: 18 508 Sędzia: Wayne Barnes |

| 14 stycznia 201218:00 | Harlequins                                                | 20:14(10:11) | Gloucester                                      | Twickenham Stoop, Londyn Widzów: 12 772 Sędzia: Pascal Gaüzère |
| 14 stycznia 201218:00 | Matt Hopper 5 (P) Mike Brown 5 (P) Nick Evans 10 (2pd 2K) | 20:14(10:11) | Freddie Burns 9 (3K) James Simpson-Daniel 5 (P) | Twickenham Stoop, Londyn Widzów: 12 772 Sędzia: Pascal Gaüzère |
| 14 stycznia 201218:00 | Nick Wood                                                 | 20:14(10:11) |                                                 | Twickenham Stoop, Londyn Widzów: 12 772 Sędzia: Pascal Gaüzère |

| 20 stycznia 201220:00 | Connacht              | 9:8(9:5) | Harlequins                       | The Sportsground, Galway Widzów: 5 420 Sędzia: Nigel Owens |
| 20 stycznia 201220:00 | Niall O’Connor 9 (3K) | 9:8(9:5) | Nick Evans 3 (K) Sam Smith 5 (P) | The Sportsground, Galway Widzów: 5 420 Sędzia: Nigel Owens |

| 20 stycznia 201220:00 | Gloucester                                                                            | 34:24(14:17) | Tuluza                                                                    | Kingsholm Stadium, Gloucester Widzów: 13 077 Sędzia: George Clancy |
| 20 stycznia 201220:00 | Akapusi Qera 5 (P) Charlie Sharples 5 (P) Freddie Burns 14 (4pd 2K) Jonny May 10 (2P) | 34:24(14:17) | Lionel Beauxis 9 (3pd K) Thierry Dusautoir 5 (P) Timoci Matanavou 10 (2P) | Kingsholm Stadium, Gloucester Widzów: 13 077 Sędzia: George Clancy |
| 20 stycznia 201220:00 | Nick Wood                                                                             | 34:24(14:17) |                                                                           | Kingsholm Stadium, Gloucester Widzów: 13 077 Sędzia: George Clancy |

## Faza pucharowa
|  |                  |               |                  |                  |    |          |              |          |  |  |       |       |       |
|  | Ćwierćfinał      | Ćwierćfinał   | Ćwierćfinał      |                  |    | Półfinał | Półfinał     | Półfinał |  |  | Finał | Finał | Finał |
|  | Ćwierćfinał      | Ćwierćfinał   | Ćwierćfinał      |                  |    | Półfinał | Półfinał     | Półfinał |  |  | Finał | Finał | Finał |
|  | 08 kwietnia 2012 |               |                  |                  |    |          |              |          |  |  |       |       |       |
|  |                  |               |                  |                  |    |          |              |          |  |  |       |       |       |
|  | Saracens         | Saracens      | 3                |                  |    |          |              |          |  |  |       |       |       |
|  | Saracens         | Saracens      | 3                | 29 kwietnia 2012 |    |          |              |          |  |  |       |       |       |
|  | Clermont         | Clermont      | 22               |                  |    |          |              |          |  |  |       |       |       |
|  | Clermont         | Clermont      | 22               |                  |    | Clermont | Clermont     | 15       |  |  |       |       |       |
|  | 07 kwietnia 2012 |               |                  |                  |    | Clermont | Clermont     | 15       |  |  |       |       |       |
|  |                  |               | Leinster         | Leinster         | 19 |          |              |          |  |  |       |       |       |
|  | Leinster         | Leinster      | Leinster         | Leinster         | 19 | 34       |              |          |  |  |       |       |       |
|  | Leinster         | Leinster      |                  |                  |    | 34       | 19 maja 2012 |          |  |  |       |       |       |
|  | Cardiff Blues    | Cardiff Blues | 3                |                  |    |          |              |          |  |  |       |       |       |
|  | Cardiff Blues    | Cardiff Blues | 3                |                  |    | Leinster | Leinster     | 42       |  |  |       |       |       |
|  | 08 kwietnia 2012 |               |                  |                  |    | Leinster | Leinster     | 42       |  |  |       |       |       |
|  |                  |               | Ulster           | Ulster           | 14 |          |              |          |  |  |       |       |       |
|  | Munster          | Munster       | Ulster           | Ulster           | 14 | 16       |              |          |  |  |       |       |       |
|  | Munster          | Munster       | 28 kwietnia 2012 |                  |    | 16       |              |          |  |  |       |       |       |
|  | Ulster           | Ulster        | 22               |                  |    |          |              |          |  |  |       |       |       |
|  | Ulster           | Ulster        | 22               |                  |    | Ulster   | Ulster       | 22       |  |  |       |       |       |
|  | 07 kwietnia 2012 |               |                  |                  |    | Ulster   | Ulster       | 22       |  |  |       |       |       |
|  |                  |               | Edynburg         | Edynburg         | 19 |          |              |          |  |  |       |       |       |
|  | Edynburg         | Edynburg      | Edynburg         | Edynburg         | 19 | 19       |              |          |  |  |       |       |       |
|  | Edynburg         | Edynburg      |                  |                  |    |          |              |          |  |  |       |       |       |
|  | Tuluza           | Tuluza        | 14               |                  |    |          |              |          |  |  |       |       |       |
|  | Tuluza           | Tuluza        | 14               |                  |    |          |              |          |  |  |       |       |       |

| 8 kwietnia 201216:30 | Saracens           | 3:22(3:9) | Clermont                                  | Vicarage Road, Watford Widzów: 11 047 Sędzia: Alain Rolland |
| 8 kwietnia 201216:30 | Owen Farrell 3 (K) | 3:22(3:9) | Brock James 17 (pd dg 4K) Lee Byrne 5 (P) | Vicarage Road, Watford Widzów: 11 047 Sędzia: Alain Rolland |

| 7 kwietnia 201217:45 | Leinster                                                                                | 34:3(27:3) | Cardiff Blues         | Aviva Stadium, Dublin Widzów: 50 340 Sędzia: Dave Pearson |
| 7 kwietnia 201217:45 | Brian O’Driscoll 5 (P) Isa Nacewa 5 (P) Jonathan Sexton 14 (4pd 2K) Rob Kearney 10 (2P) | 34:3(27:3) | Leigh Halfpenny 3 (K) | Aviva Stadium, Dublin Widzów: 50 340 Sędzia: Dave Pearson |
| 7 kwietnia 201217:45 | Tom James                                                                               | 34:3(27:3) |                       | Aviva Stadium, Dublin Widzów: 50 340 Sędzia: Dave Pearson |

| 8 kwietnia 201213:45 | Munster                                  | 16:22(10:19) | Ulster                                                          | Thomond Park, Limerick Widzów: 25 600 Sędzia: Romain Poite |
| 8 kwietnia 201213:45 | Ronan O’Gara 11 (pd 3K) Simon Zebo 5 (P) | 16:22(10:19) | Craig Gilroy 5 (P) Ian Humphreys 3 (dg) Ruan Pienaar 14 (pd 4K) | Thomond Park, Limerick Widzów: 25 600 Sędzia: Romain Poite |
| 8 kwietnia 201213:45 | Chris Henry                              | 16:22(10:19) |                                                                 | Thomond Park, Limerick Widzów: 25 600 Sędzia: Romain Poite |

| 7 kwietnia 201215:00 | Edynburg                                     | 19:14(10:14) | Tuluza                                       | Murrayfield Stadium, Edynburg Widzów: 37 881 Sędzia: Nigel Owens |
| 7 kwietnia 201215:00 | Greig Laidlaw 14 (pd dg 3K) Mike Blair 5 (P) | 19:14(10:14) | Lionel Beauxis 9 (3K) Timoci Matanavou 5 (P) | Murrayfield Stadium, Edynburg Widzów: 37 881 Sędzia: Nigel Owens |
| 7 kwietnia 201215:00 | Allan Jacobsen · Ross Rennie                 | 19:14(10:14) | William Servat                               | Murrayfield Stadium, Edynburg Widzów: 37 881 Sędzia: Nigel Owens |

| 29 kwietnia 201216:00 | Clermont            | 15:19(12:6) | Leinster                                                       | Stade Chaban-Delmas, Bordeaux Widzów: 32 397 Sędzia: Wayne Barnes |
| 29 kwietnia 201216:00 | Brock James 15 (5K) | 15:19(12:6) | Cian Healy 5 (P) Jonathan Sexton 11 (pd 3K) Rob Kearney 3 (dg) | Stade Chaban-Delmas, Bordeaux Widzów: 32 397 Sędzia: Wayne Barnes |

| 28 kwietnia 201217:45 | Ulster                                          | 22:19(13:9) | Edynburg                                    | Aviva Stadium, Dublin Widzów: 45 147 Sędzia: Romain Poite |
| 28 kwietnia 201217:45 | Pedrie Wannenburg 5 (P) Ruan Pienaar 17 (pd 5K) | 22:19(13:9) | Greig Laidlaw 14 (pd 4K) Jim Thompson 5 (P) | Aviva Stadium, Dublin Widzów: 45 147 Sędzia: Romain Poite |
| 28 kwietnia 201217:45 | Stefan Terblanche                               | 22:19(13:9) |                                             | Aviva Stadium, Dublin Widzów: 45 147 Sędzia: Romain Poite |

| 19 maja 201217:00 | Leinster | 42:14(14:6) | Ulster                              | Twickenham Stadium Londyn Widzów: 81 774 Sędzia: Nigel Owens |
| 19 maja 201217:00 | Cian Healy 5 (P) Fergus McFadden 2 (pd) Heinke van der Merwe 5 (P) Jonathan Sexton 15 (3pd 3K) karne przyłożenie 5 (P) Sean Cronin 5 (P) Seán O’Brien 5 (P) | 42:14(14:6) | Dan Tuohy 5 (P) Ruan Pienaar 9 (3K) | Twickenham Stadium Londyn Widzów: 81 774 Sędzia: Nigel Owens |
| 19 maja 201217:00 | Stefan Terblanche | 42:14(14:6) |                                     | Twickenham Stadium Londyn Widzów: 81 774 Sędzia: Nigel Owens |